# Skyr
O skyr (pronúncia islandesa AFI: [scɪːr])
é um produto lácteo islandês semelhante ao iogurte.
É feito de leite fermentado, com ajuda das bactérias Streptococcus thermophilus e Lactobacillus bulgaricus, até ter uma forma final de líquido grosso, rico em proteína e com pouco teor de gordura. Faz parte da culinária típica da Islândia desde a Idade Média.